# Karel Smělý
Karel Smělý (10. listopadu 1433 v Dijonu – 5. ledna 1477 v Nancy) byl burgundským, brabantským, lucemburským, geldernským vévodou a nositelem Řádu zlatého rouna. Pocházel z mladší větve rodu Valois.

## Život
Karel Smělý (Charles le Téméraire) byl synem Filipa III. Dobrého a Isabely Portugalské. Jeho snem bylo vytvořit z Burgundska a dalších svých území samostatné království nezávislé na Francii. Za tímto účelem podobně jako jeho otec utvořil koalici s Anglií proti francouzskému králi Ludvíkovi XI.
Až do svých šesti let byl vychováván svým bratrancem Janem a sestřenicí Anežkou Klevskou, kteří byli oba dětmi Marie Burgundské, dcery Jana Nebojácného. Z těch dvou byla Anežka významnější v jeho raném vzdělání. Agáta a Karel byli neustále ve společnosti jeho matky. V roce 1441 jmenoval Filip Dobrý poručníkem osmiletého Karla Jeana d'Auxy, seigneura z Auxi-le-Château. D'Auxy později v letech 1456 až 1468 působil jako Karlův komorník. Ve věku 12 let se Karel začal podílet na veřejných záležitostech vévodství svého otce. V roce 1445 doprovázel svého otce na vzácnou státní návštěvu Holandska a Zélandu. Podle Oliviera de la Marche byli obyvatelé potěšeni, když viděli svého hraběte – mladého Karla – ve své zemi.
Karel byl třikrát ženat, jeho první manželkou se stala Kateřina Francouzská († 1446), dcera Karla VII.
Z druhého manželství s Isabelou Bourbonskou († 1465), dcerou vévody Karla I. Bourbonského, se narodila jeho jediná dcera Marie Burgundská. Protože se Karel nechtěl vzdát naděje na mužského potomka, oženil se potřetí, tentokrát se sestrou anglického krále Eduarda IV., Markétou z Yorku. Svatba se konala ve vlámském městě Damme r. 1468. Manželství ale zůstalo bezdětné a tak Markéta věnovala veškerou svou mateřskou lásku své nevlastní dceři Marii.

### Vláda

Mapa Francie z roku 1477

V rámci rozšiřování svého panství a hlavně spojením svých držav, které rozdělovalo Lotrinské vévodství, vedl válku proti Ludvíkovým spojencům Švýcarům a Ludvíkovi věrným šlechticům sídlícím poblíž švýcarských hranic. Dočasně získal Lotrinské vévodství vévody Reného s hlavním městem Nancy. Pokračoval v rozšiřování útokem na Švýcarsko, ale utrpěl ze strany Švýcarů dvě těžké porážky způsobené hlavně nedostatečným průzkumem a tím, že se mu žoldnéři rozutekli. Poté se osmělil vévoda René k pokusu získat zpět své vévodství.
Karel Smělý padl 5. ledna 1477 v bitvě u Nancy, když se snažil uhájit obsazené lotrinské vévodství, které rozdělovalo jeho území. Lotrinský vévoda René najal jeho nepřítele, švýcarskou pěchotu, a připravil tak Karlovi drtivou porážku, jež vévodu stála život (nechal se opět překvapit a jeho armáda se opět rozutekla).
Jeho dcera Marie se po otcové smrti stala burgundskou vévodkyní a podle dohody se provdala za císařova syna Maximiliána Habsburského. Práva na burgundské dědictví museli mladí manželé hájit zejména proti nárokům francouzského krále Ludvíka XI. a jeho nástupců, kteří je považovali za odumřelé léno. Uhájit všechny rozsáhlé Karlovy državy pro potomky se nepodařilo. Po Mariině předčasné smrti připadlo burgundské vévodství Francii a Habsburkům zůstaly především burgundská hrabství a nizozemské provincie.

## Vývod z předků
|             |                         |  |                        |                       |  |  |  |  |  |  |  | Jan II. Francouzský |
|             |                         |  |                        |                       |  |  |  |  |  |  |  |                     |
|             | Filip II. Burgundský    |  |                        |                       |  |  |  |  |  |  |  |                     |
|             |                         |  |                        |                       |  |  |  |  |  |  |  |                     |
|             |                         |  |                        | Jitka Lucemburská     |  |  |  |  |  |  |  |                     |
|             |                         |  |                        |                       |  |  |  |  |  |  |  |                     |
|             | Jan I. Burgundský       |  |                        |                       |  |  |  |  |  |  |  |                     |
|             |                         |  |                        |                       |  |  |  |  |  |  |  |                     |
|             |                         |  |                        | Ludvík II. Flanderský |  |  |  |  |  |  |  |                     |
|             |                         |  |                        |                       |  |  |  |  |  |  |  |                     |
|             | Markéta III. Flanderská |  |                        |                       |  |  |  |  |  |  |  |                     |
|             |                         |  |                        |                       |  |  |  |  |  |  |  |                     |
|             |                         |  |                        | Markéta Brabantská    |  |  |  |  |  |  |  |                     |
|             |                         |  |                        |                       |  |  |  |  |  |  |  |                     |
|             | Filip III. Dobrý        |  |                        |                       |  |  |  |  |  |  |  |                     |
|             |                         |  |                        |                       |  |  |  |  |  |  |  |                     |
|             |                         |  |                        | Ludvík IV. Bavor      |  |  |  |  |  |  |  |                     |
|             |                         |  |                        |                       |  |  |  |  |  |  |  |                     |
|             | Albrecht I. Bavorský    |  |                        |                       |  |  |  |  |  |  |  |                     |
|             |                         |  |                        |                       |  |  |  |  |  |  |  |                     |
|             |                         |  |                        | Markéta Holandská     |  |  |  |  |  |  |  |                     |
|             |                         |  |                        |                       |  |  |  |  |  |  |  |                     |
|             | Markéta Bavorská        |  |                        |                       |  |  |  |  |  |  |  |                     |
|             |                         |  |                        |                       |  |  |  |  |  |  |  |                     |
|             |                         |  |                        | Ludvík I. Břežský     |  |  |  |  |  |  |  |                     |
|             |                         |  |                        |                       |  |  |  |  |  |  |  |                     |
|             | Markéta Břežská         |  |                        |                       |  |  |  |  |  |  |  |                     |
|             |                         |  |                        |                       |  |  |  |  |  |  |  |                     |
|             |                         |  |                        | Anežka Hlohovská      |  |  |  |  |  |  |  |                     |
|             |                         |  |                        |                       |  |  |  |  |  |  |  |                     |
| Karel Smělý |                         |  |                        |                       |  |  |  |  |  |  |  |                     |
|             |                         |  |                        |                       |  |  |  |  |  |  |  |                     |
|             |                         |  | Alfons IV. Portugalský |                       |  |  |  |  |  |  |  |                     |
|             |                         |  |                        |                       |  |  |  |  |  |  |  |                     |
|             | Petr I. Portugalský     |  |                        |                       |  |  |  |  |  |  |  |                     |
|             |                         |  |                        |                       |  |  |  |  |  |  |  |                     |
|             |                         |  |                        | Beatrix Kastilská     |  |  |  |  |  |  |  |                     |
|             |                         |  |                        |                       |  |  |  |  |  |  |  |                     |
|             | Jan I. Portugalský      |  |                        |                       |  |  |  |  |  |  |  |                     |
|             |                         |  |                        |                       |  |  |  |  |  |  |  |                     |
|             |                         |  |                        | Lourenço Martins      |  |  |  |  |  |  |  |                     |
|             |                         |  |                        |                       |  |  |  |  |  |  |  |                     |
|             | Teresa Lourenço         |  |                        |                       |  |  |  |  |  |  |  |                     |
|             |                         |  |                        |                       |  |  |  |  |  |  |  |                     |
|             |                         |  |                        | Maria de Lourdes Gil  |  |  |  |  |  |  |  |                     |
|             |                         |  |                        |                       |  |  |  |  |  |  |  |                     |
|             | Isabela Portugalská     |  |                        |                       |  |  |  |  |  |  |  |                     |
|             |                         |  |                        |                       |  |  |  |  |  |  |  |                     |
|             |                         |  |                        | Eduard III. Anglický  |  |  |  |  |  |  |  |                     |
|             |                         |  |                        |                       |  |  |  |  |  |  |  |                     |
|             | Jan z Gentu             |  |                        |                       |  |  |  |  |  |  |  |                     |
|             |                         |  |                        |                       |  |  |  |  |  |  |  |                     |
|             |                         |  |                        | Filipa Henegavská     |  |  |  |  |  |  |  |                     |
|             |                         |  |                        |                       |  |  |  |  |  |  |  |                     |
|             | Filipa z Lancasteru     |  |                        |                       |  |  |  |  |  |  |  |                     |
|             |                         |  |                        |                       |  |  |  |  |  |  |  |                     |
|             |                         |  |                        | Jindřich z Grosmontu  |  |  |  |  |  |  |  |                     |
|             |                         |  |                        |                       |  |  |  |  |  |  |  |                     |
|             | Blanka z Lancasteru     |  |                        |                       |  |  |  |  |  |  |  |                     |
|             |                         |  |                        |                       |  |  |  |  |  |  |  |                     |
|             |                         |  |                        | Isabela z Beaumontu   |  |  |  |  |  |  |  |                     |
|             |                         |  |                        |                       |  |  |  |  |  |  |  |                     |